# Ото Дикс
Вилхелм Хайнрих Ото Дикс (на немски: Wilhelm Heinrich Otto Dix) е известен германски художник и график от 20 век. Той е от живописното течение на реализма и оставя повече от 6000 рисунки и скици.

## Биография
Роден е на 2 декември 1891 г. в Унтермхаус, днес част от Гера.
След края на Първата световна война, в която участва като доброволец, започва да следва в Художествената академия в Дрезден и става мастер-студент на проф. Ото Гусман. От 1927 до 1933 г. е професор в Художествената академия в Дрезден. През 1933 г. е един от първите уволнени професори от нацистите. От 1936 г. живее главно в Хеменхофен на Бодензе. През 1938 г. Гестапо го арестува. Дикс преминава във вътрешна емиграция и рисува Свети Христофор за собственика на бирената фабрика „Köstritzer Schwarzbierbrauerei“. От 1945 до февруари 1946 г. е във френски военен плен.
През 1959 г. е награден с Големия кръст за заслуги.
Дикс умира на 25 юли 1969 г. след втори инсулт в Зинген на Хоентвил. Гробът му се намира в Хеменхофен на Бодензе.
Дикс е женен от 1923 г. с Марта Кох, род. Линднер (1895 – 1985) и има с нея три деца: дъщеря писателката Нели (* 14 юли 1923 в Дюселдорф; † 9 януари 1955) и синовете Урсус (1927 – 2002) и Ян (* 1928).
Умира на 25 юли 1969 г. в Зинген на Хоентвил.